# Secrets (Pink)
Secrets is een nummer van de Amerikaanse zangeres Pink uit 2018. Het is de vierde en laatste single van haar zevende studioalbum Beautiful Trauma.
"Secrets" is een uptempo nummer dat tegen de deephouse aanligt. Het nummer werd een klein (radio)hitje in Europa. In Nederland haalde het de 15e positie in de Tipparade, en in Vlaanderen de 29e positie in de Tipparade.